# APCAP
A APCAP ou Associação Portuguesa das Sociedades Concessionárias de Autoestradas ou Pontes com Portagens é uma associação empresarial que representa as concessionárias de autoestradas e pontes com portagens em Portugal. Foi fundada em 1997 e tem como objetivo promover a cooperação entre as empresas concessionárias, bem como defender os seus interesses junto do Estado e de outras entidades relevantes.

## Descrição e história
A APCAP tem como principais atividades a representação dos seus associados junto de entidades públicas e privadas, o estabelecimento de normas e boas práticas para o setor das autoestradas e pontes com portagens, a realização de estudos e ações de formação, bem como a promoção de iniciativas de divulgação da importância e benefícios das autoestradas e pontes com portagens para o desenvolvimento económico do país. Por exemplo, em 4 de Maio de 2022 organizou o congresso Concessões Rodoviárias em Portugal – presente e futuro, que contou com a presença, entre outras instituições, do Instituto da Mobilidade e dos Transportes.
Em Fevereiro de 2020, a Autorregulação Publicitária proibiu a emissão de um anúncio publicitário da marca francesa Renault, onde se dava a entender que o veículo eléctrico em causa era isento de portagens. Esta medida foi tomada na sequência de uma queixa da APCAP, que acusou o anúncio de violar o «princípio da veracidade e, por isso, ser publicidade enganosa», tendo o presidente, António Nunes de Sousa, afirmado que «as classes de portagem não estão diretamente indexadas à poluição do veículo. Logo, não há qualquer isenção por esse motivo». A associação acrescentou que «só quem recorre a estas vias deve pagar portagem, de outra forma os custos de construção, conservação e exploração teriam de ser suportados por todos os contribuintes sob a forma de impostos». Em Dezembro desse ano, criticou a medida do governo para a redução das portagens, que foi aprovada pelo Parlamento como parte das alterações ao Orçamento do Estado para 2021, tendo-a considerado como «deitar fora receita do Estado», uma vez que iria apenas apoiar certos utilizadores como turistas estrangeiros e pesados de mercadorias de percurso internacional. A proposta, que foi aprovada em Novembro, iria aplicar descontos de 50 % nas taxas de portagem nas auto-estradas A22, A23, A24 e A25, e nas concessões da Costa de Prata, do Grande Porto e do Norte Litoral, e que iriam atingir os 75% de desconto para os veículos eléctricos e não poluentes. António Nunes de Sousa afirmou que «Deve ser o utilizador a pagar, e não o contribuinte a ser onerado pela utilização que só alguns fazem da infraestrutura», e que, «ao prever descontos de 50% nas taxas de portagem para todos começa a abrir porta para que o princípio do utlizador pagador seja posto em causa».
Em Novembro de 2022, a associação anunciou que tinha reforçado «a disponibilidade já demonstrada pelas concessionárias para uma atualização inferior ao definido pelos contratos de concessão», e acrescentou que «o estrito cumprimento dos Decretos-Lei que regem os contratos de concessão é a única justificação para o valor proposto pelas concessionárias ao Ministério das Finanças», comunicado que surgiu em resposta a um comentário feito pelo primeiro-ministro António Costa durante o XX Congresso Federativo do PS/Castelo Branco, onde afirmou que «o que é que justificaria que as portagens subissem 10% no próximo mês de janeiro? Nada».
Em 2023, o gestor Manuel Melo Ramos foi nomeado em assembleia geral à presidència, após a renúncia de António Nunes Sousa, por motivos profissionais.